# الأزهر الشريف
الأزهر الشريف هيئة علمية إسلامية، والمؤسسة الدينية الأكبر في مصر، يقع مقرها الرئيسي بمبنى مشيخة الأزهر بوسط العاصمة المصرية القاهرة، يعود تاريخ إنشاء الجامع الأزهر إلى سنة 972 على يد الخليفة الفاطمي المعز لدين الله، كجامع لنشر الدعوة الإسماعيلية. يُعتبر ثالث أقدم جامعة في العالم بعد جامعتي الزيتونة والقرويين.
مؤسسة الأزهر بشكلها الحالي أُعيد تنظيمها طبقًا لقانون رقم 10 لسنة 1911 والمعدل بقانوني رقم 32 و33 لسنة 1923، ثم قانون رقم 103 لسنة 1961 والذي نص على أن الأزهر هو الهيئة العلمية الإسلامية الكبرى التي تقوم على حفظ التراث الإسلامي ودراسته، وله شخصيته المعنوية المستقلة، يرأسه فضيلة الإمام الأكبر شيخ الأزهر وهو حالياً أحمد الطيب، ويتكون من عدة هيئات أساسية.

## التاريخ

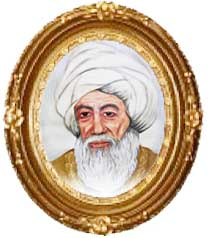
محمد الخرشي أول شيخ للجامع الأزهر عام 1601م.

في أعقاب الثورة المصرية عام 1952، التي قامت بها حركة الضباط الأحرار بقيادة محمد نجيب وجمال عبد الناصر، والتي أدت إلى سقوط النظام الملكي المصري، خلال هذه الفترة تمت مراحل فصل جامعة الأزهر عن الجامع الأزهر. وقد تم ضم الكثير من الممتلكات التي تحيط بالمسجد وهدمها لتوفير مساحة للحرم الحديث، وفي عام 1955، لم يعد المسجد بمثابة مدرسة، وتم إنشاء كليات رسمية للجامعة في عام 1961، وفي عام 1961 صدر قانون ينص على فصل الأدوار المزدوجة للمؤسسة التعليمية والمؤسسة الدينية التي لقيت آذانا صاغية في جميع أنحاء العالم الإسلامي، ونص القانون على إنشاء كليات غير دينية داخل الأزهر، مثل كليات الطب والهندسة، والاقتصاد، وتعزيز الجهود في التحديث للمرة الأولى بعد الاحتلال الفرنسي، وقد أدت إصلاحات المناهج إلى نمو هائل في عدد الطلاب المصريين الذين حضروا إلى المدارس، وعلى وجه الخصوص الشباب الذين يحضرون المدارس الابتدائية والمدارس الثانوية داخل منظومة الأزهر، وبحسب إحصائيات عدد الطلبة الذين حضروا إلى مدارس الأزهر الابتدائية والمدارس الثانوية ارتفع من أقل 90,000 طالب في عام 1970 إلى 300,000 طالب في أوائل الثمانينات، ثم إلى ما يقرب من مليون طالب في أوائل التسعينات، وتجاوز 1.3 مليون طالب في عام 2001.
وقد واصل جمال عبد الناصر خلال فترة توليه منصب رئيس الوزراء، ثم الرئيس، جهوده المبذولة للحد من سلطة علماء الأزهر وإلى استخدام نفوذهم لمصلحته، وفي عام 1952 أُمِّمَت الأوقاف ووضعت تحت سلطة وزارة الأوقاف التي أنشئت حديثًا، مما قطع من قدرة المسجد للسيطرة على الشؤون المالية، وألغى المحاكم الشرعية، ودمج المحاكم الدينية مع النظام القضائي للدولة في عام 1955، مما يحد بشدة من استقلال العلماء، وفي عام 1961 صدر قانون الإصلاح، الذي ينص على إبطال قانون استقال الأزهر عام 1936، وأصبح لرئيس مصر سلطة تعيين شيخ الأزهر، وهو موقف أنشئ لأول مرة أثناء الحكم العثماني.
وواصل الأزهر، الذي ظل رمزاً للطابع الإسلامي للأمة والدولة، التأثير على السكان بينما لم يصبح قادرًا على فرض إرادته على الدولة. وتعرض الأزهر بشكل متزايد إلى بيروقراطية الدولة بعد الثورة وتوقف استقلال منهجه ووظيفته كمسجد، كذلك أُضعِفت سلطة العلماء بإنشاء الوكالات الحكومية المسؤولة عن تقديم تفسيرات للقوانين الدينية، في حين أن هذه الإصلاحات قُلِّصَت جذريا باستقلال سلطة العلماء، كما كان لها تأثير بإعادة ترسيخ نفوذهم بإدماجهم في جهاز الدولة، كما ينص قانون إصلاح العلماء لعام 1961، بتخصيص موارد الدولة لهم، مع أن خزينة المال كانت خارج سيطرة الأزهر، في حين سعى جمال عبد الناصر إلى إخضاع العلماء تحت الدولة، لم يسمح بالمزيد من الاقتراحات المتطرفة للحد من نفوذ الأزهر. مثل اقتراح طه حسين في عام 1955. حيث سعى حسين إلى تفكيك نظام الأزهر للتعليم الابتدائي والثانوي وتحويل الجامعة إلى كلية للشريعة ضمن النظام التعليمي الحديث، وقد عارضه العلماء على هذه الخطة، على الرغم من أن خيار عبد الناصر للحفاظ على مركز الأزهر يرجع إلى اعتبارات سياسية شخصية، مثل استخدام الأزهر بمنح الشرعية للنظام، وتجتب معارضة العلماء.

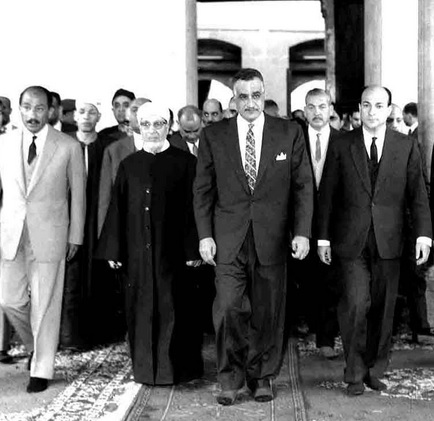
جمال عبد الناصر أثناء استقباله في الأزهر بجانبه شيخ الأزهر حسن مأمون سنة 1966.

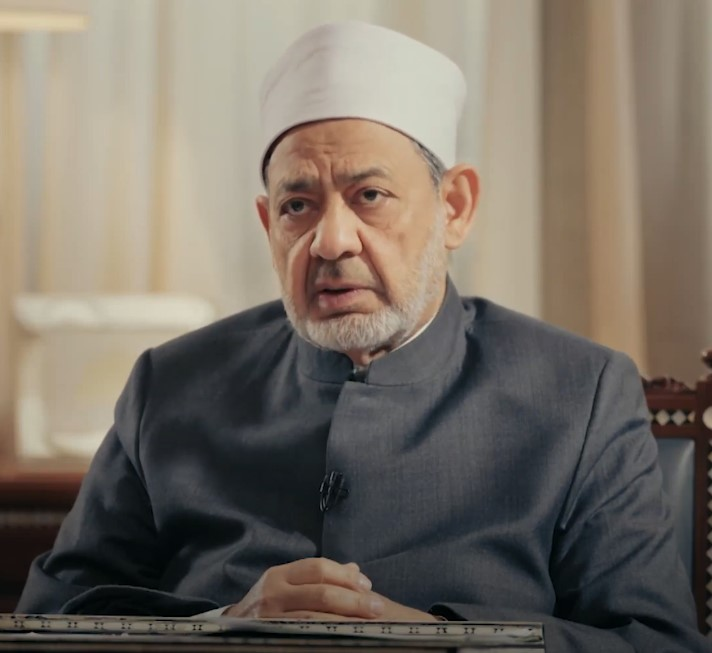
أحمد الطيب شيخ الأزهر الحالي.

وأصبح الأزهر في هذه الفترة بشكل كامل كذراع للحكومة، ثم استخدم لتبرير تصرفات الحكومة. على الرغم من أن العلماء كانوا قد أصدروا في وقت سابق أن الاشتراكية لا يمكنها أن تتوافق مع الإسلام، لكن بعد الثورة والاستصلاح الزراعي، أصدر علماء الأزهر أحكامًا جديدة تتوافق مع عبد الناصر مع تبريرها دينيًا وسموها الاشتراكية الإسلامية، وأصبح استخدام العلماء بمثابة قوة موازية لجماعة الإخوان المسلمين، والحد من النفوذ الوهابي في المملكة العربية السعودية، وألقى باللائمة في محاولة اغتيال ناصر على جماعة الإخوان المسلمين وحُظِرَت، وقد احتاج عبد الناصر إلى دعم من العلماء كما أنه بادر باعتقالات جماعية من أعضاء جماعة الإخوان المسلمين،  وعلى إثره خففت بعض القيود المفروضة على الأزهر. وبدورهم أيد علماء الأزهر عبد الناصر في محاولاته لتفكيك جماعة الإخوان المسلمين، واستمر الحال على ذلك في الأنظمة اللاحقة، وعلى الرغم من الجهود المبذولة من الأزهر لتشويه سمعة الإخوان المسلمين، استمرت جماعة الإخوان المسلمين في عملها، كما قدم الأزهر أيضا شرعية للحرب مع الكيان الصهيوني في عام 1967، معلنا الجهاد ضد الكيان الصهيوني.
بعد وفاة عبد الناصر في عام 1970، وأصبح أنور السادات رئيسا لمصر، وعبَّر السادات عن رغبته باستعادة الأزهر كرمز للقيادة المصرية في جميع أنحاء العالم العربي، قائلا أن: «العالم العربي لا يمكن أن يعمل بدون مصر والأزهر»، وزاد هذا الاعتراف من النفوذ المتزايد لجماعة الإخوان المسلمين، وقد خفف السادات عددا من القيود المفروضة على الإخوان والعلماء ككل. ومع ذلك، أطلقت حملة في سبتمبر 1971 من الصحفيين والمنظمات على السادات وهاجموا مواقفه بشكل مفاجئ، فوضع السادات عقوبات ضد العلماء الذين انتقدوا السياسات الرسمية للدولة. كما واصل استخدام علماء الأزهر كأداة من الحكومة، مما أثار انتقادات بين عدة مجموعات، بما في ذلك الجماعات الإسلامية وغيرها الأكثر اعتدالا، اتهم شكري مصطفى علماء الأزهر بتقديم الأحكام الدينية لغرض وحيد وهو راحة الحكومة، وعندما أقدم السادات لعقد السلام مع إسرائيل، اعتبرته الغالبية العظمى من السكان المصريين خائنًا، وقدَّم الأزهر بيانًا ينص على أن الوقت قد حان لصنع السلام.

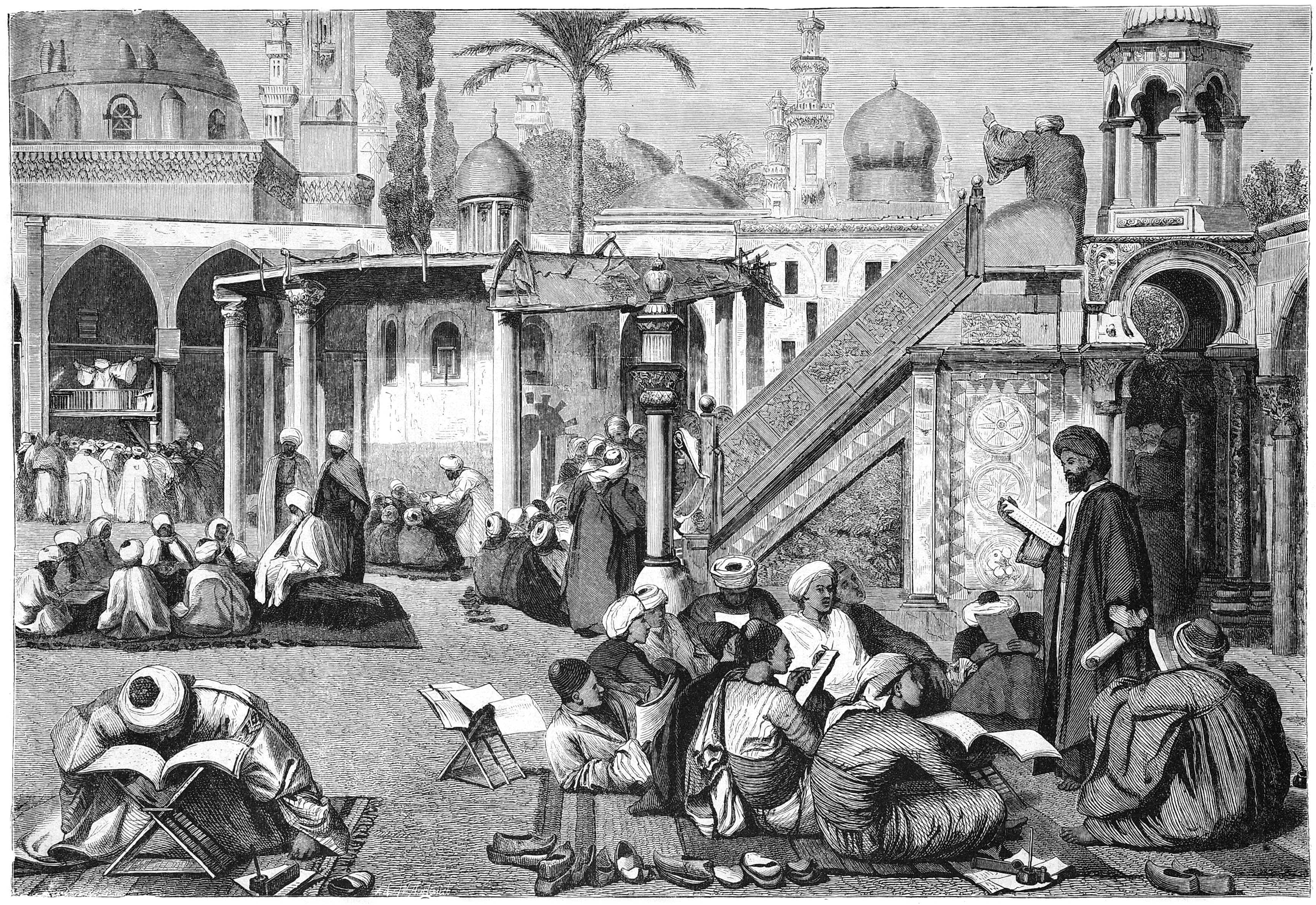
المسجد الأزهرعام 1869.

وبعد اغتيال السادات، أصبح حسني مبارك رئيسا لمصر في عام 1981، وواصل الأزهر بمنح الشرعية الدينية لما تمليه الحكومة، وقد أعطى نظام مبارك نتيجة ذلك الاستقلالية إلى الجامع الأزهر وعلمائه، ثم أصبح جاد الحق علي جاد الحق شيخًا للأزهر في الفترة من 1982 حتى وفاته في عام 1996، وقد أكد رغبته باستقلال الأزهر عن الدولة كغيره من علماء الأزهر، وقال جاد الحق أن الحكومة إذا رغبت من الأزهر مكافحة فعالة للجماعة الإسلامية في مصر، يجب عليها أن تعطي للأزهر أكبر قدر من الاستقلالية عن الدولة وأن يكون للأزهر صوتًا لا تتدخل فيه الدولة، وفي عهد مبارك، تنازل عن عدد من سلطات الدولة إلى الأزهر، وخلال بداية التسعينات قُدِّمت تعديلات على قوانين الرقابة الموجودة وأعطي للأزهر القدرة على فرض رقابة على كل المطبوعات والإعلام الإلكتروني. على الرغم من أن القانون ينص على أن الأزهر قد يشارك في كتابة شكوى فقط، على سبيل المثال، أرسلت النصوص التلفزيونية بشكل روتيني إلى الأزهر للموافقة عليها قبل أن تُبث.
واصل الأزهر عقد مراكز عليا للسلطات الدينية السنية الأخرى في جميع أنحاء العالم، بما أن السنيين يشكلون الأغلبية العظمى من مجموع السكان المسلمين، وقد كان للأزهر تأثير كبير على العالم الإسلامي برمته، بالإضافة إلى كونه السلطة الدينية داخل مصر، وقد طلب من الأزهر استشارات للأحكام الدينية من خارج مصر. فمثلا قبل «حرب الخليج»، طلب فهد بن عبد العزيز ملك المملكة العربية السعودية من شيخ الأزهر بدلاً من مفتي عام المملكة العربية السعودية، فتوى تأذن بتمركز قوات أجنبية داخل المملكة، على الرغم من تواجد اثنين من أقدس الأماكن الإسلامية داخل المملكة العربية السعودية، وفي عام 2003 طلب وزير الداخلية الفرنسي نيكولا ساركوزي إصدار فتوى من الأزهر للسماح للفتيات المسلمات بعدم ارتداء الحجاب في المدارس العامة الفرنسية، على الرغم من وجود «المجلس الفرنسي للإسلام». وقدم شيخ الأزهر حينها الشيخ محمد سيد طنطاوي بيانًا قائلا فيه أنه في حين أن ارتداء الحجاب واجب إسلامي، فإن المرأة المسلمة في فرنسا ملزمة باحترام واتباع القوانين الفرنسية. وقد تعرض شيخ الأزهر للكثير من الانتقادات داخل مصر، واعتُبرت الفتوى تنازلًا عن المبادئ الإسلامية لإرضاء الحكومة الفرنسية.

## الجهات التابعة
يضم الأزهر الشريف العديد من الهيئات والإدارات وهي:

### هيئة كبار العلماء
هي أعلى مرجعية دينية بالأزهر الشريف، أنشئت عام 1911 في عهد مشيخة الشيخ سليم البشري، ثم تم حلها عام 1961 في عهد الرئيس جمال عبد الناصر. وأعيد إحياؤها عام 2012 في عهد شيخ الأزهر أحمد الطيب، ولكن سُلب منها عدة صلاحيات سنة 2013 ليصبح دورها الحالي يقتصر في الأساس على اختيار شيخ الأزهر ومفتى الجمهورية.

### المجلس الأعلى للأزهر

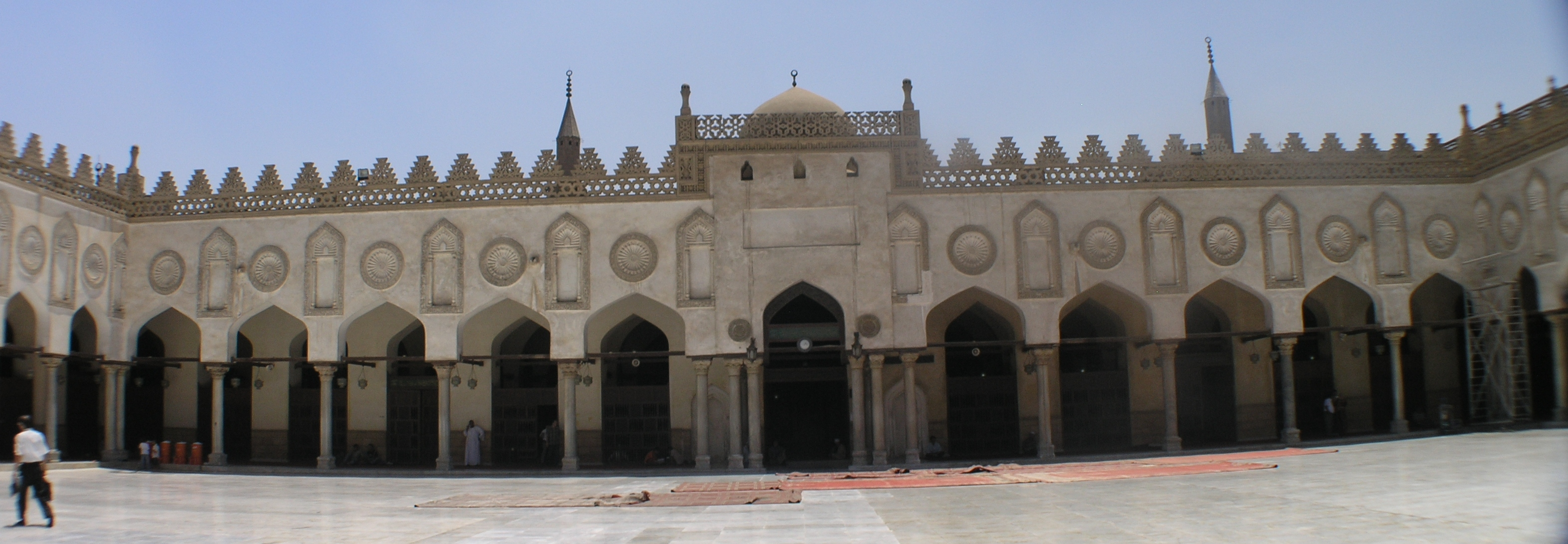
ساحة الجامع الأزهر.

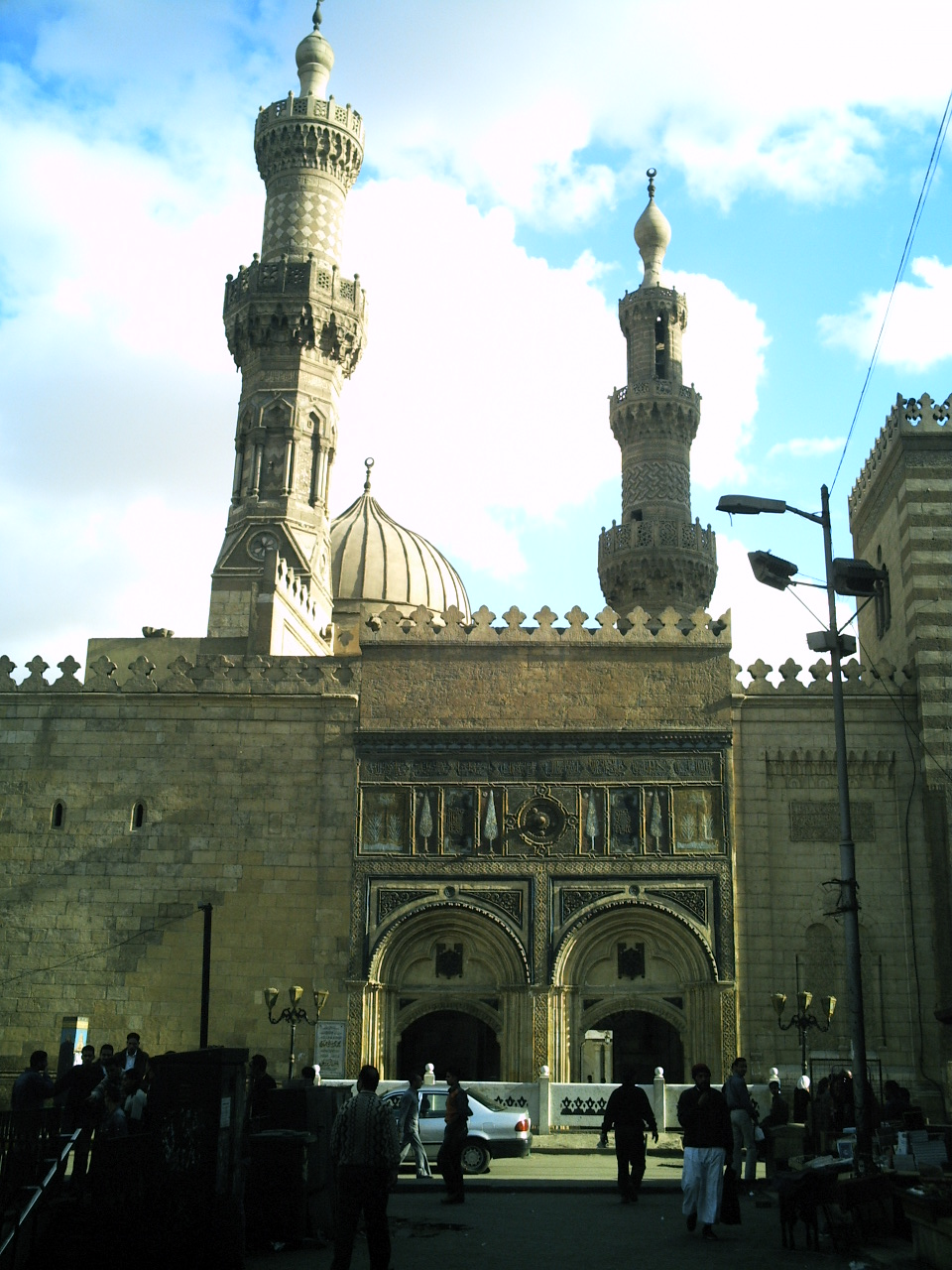
منظر خارجي لباب المزينين الجامع الأزهر.

يتكون من شيخ الأزهر وهو رئيس المجلس، وكيل الأزهر، رئيس جامعة الأزهر، عمداء الكليات بجامعة الأزهر، أربعة من أعضاء مجمع البحوث الإسلامية، يختارهم المجمع ويصدر بتعيينهم قرار من رئيس الجمهورية، بناء على ترشيح شيخ الأزهر، لمدة سنتين، أحد وكلاء الوزارات أو الوكلاء المساعدين من كل من وزارات الأوقاف والتربية والتعليم والعدل والمالية، يصدر بتعيين كل منهم قرار من الوزير الذي يمثل وزارته في المجلس، مدير الثقافة والبعوث الإسلامية، مدير المعاهد الأزهرية، ثلاثة أعضاء على الأكثر من ذوى الخبرة في شئون التعليم الجامعى والشئون العامة المتعلقة به، يكون أحدهم على الأقل من أعضاء المجلس الأعلى للجامعات، ويعينون بقرار من الوزير المختص بعد أخذ رأى المجلس، وبناء على ترشيح شيخ الأزهر، وذلك لمدة سنتين.

### مجمع البحوث الإسلامية
هو الهيئة العليا للبحوث الإسلامية، وتقوم بالدراسة في كل ما يتصل بهذه البحوث، وتعمل على تجديد الثقافة الإسلامية وتجريدها من الفضول والشوائب وآثار التعصب السياسي والمذهبي، وتجليتها في جوهرها الأصيل الخالص، وتوسيع نطاق العلم بها لكل مستوى وفي كل بيئة، وبيان الرأي فيما يَجِدُّ من مشكلات مذهبية أو اجتماعية تتعلق بالعقيدة، وحمل تبعة الدعوة إلى سبيل الله بالحكمة والموعظة الحسنة. وتعاون جامعة الأزهر في توجيه الدراسات الإسلامية العليا لدرجتي التخصص والعالمية والإشراف عليها والمشاركة في امتحاناتها. وتحدد اللائحة التنفيذية لهذا القانون واجبات مجمع البحوث الإسلامية بالتفصيل الذي يساعد على تحقيق الغرض من إنشائه.

### الجامع الأزهر

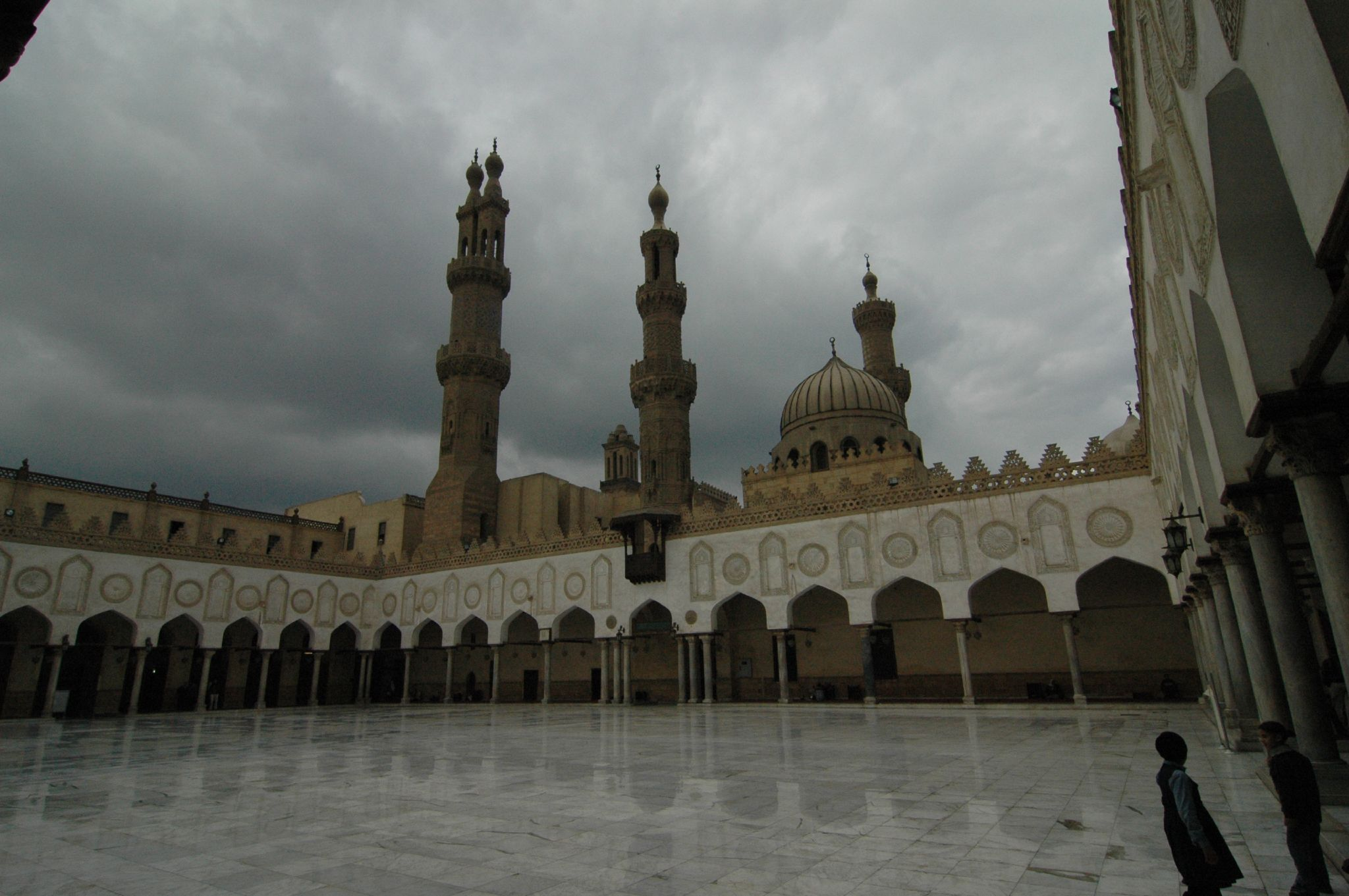
صورة لفِناء المسجد.

هو أهم مساجد مصر على الإطلاق، وأحد المعاقل التاريخية لنشر وتعليم الإسلام كذلك هو واحد من أشهر المساجد الأثرية في مصر والعالم الإسلامي، يعود تاريخ بنائه إلى بداية عهد الدولة الفاطمية في مصر، بعدما أتم جوهر الصقلي فتح مصر سنة 969م، وشرع في تأسيس القاهرة قام بإنشاء القصر الكبير وأعده لنزول الخليفة المعز لدين الله، وفي أثناء ذلك بدأ في إنشاء الجامع الأزهر ليصلي فيه الخليفة، وليكون مسجداً جامعاً للمدينة حديثة النشأة أسوة بجامع عمرو في الفسطاط وجامع ابن طولون في القطائع، كذلك أعد وقتها ليكون معهداً تعليمياً لتعليم المذهب الشيعي ونشره، فبدأ في بناؤه في جمادي الأول 359هـ/970م، وأتم بناءه وأقيمت أول جمعة فيه في رمضان سنة 361هـ /972م، وعرف بجامع القاهرة ورغم أن يد الإصلاح والترميم توالت عليه على مر العصور فغيرت كثيراً من معالمه الفاطمية إلا أنه يعد أقدم أثر فاطمي قائم بمصر. وقد اختلف المؤرخون في أصل تسمية هذا الجامع، والراجح أن الفاطميين سموه بالأزهر تيمناً بفاطمة الزهراء ابنة النبي محمد.

### جامعة الأزهر

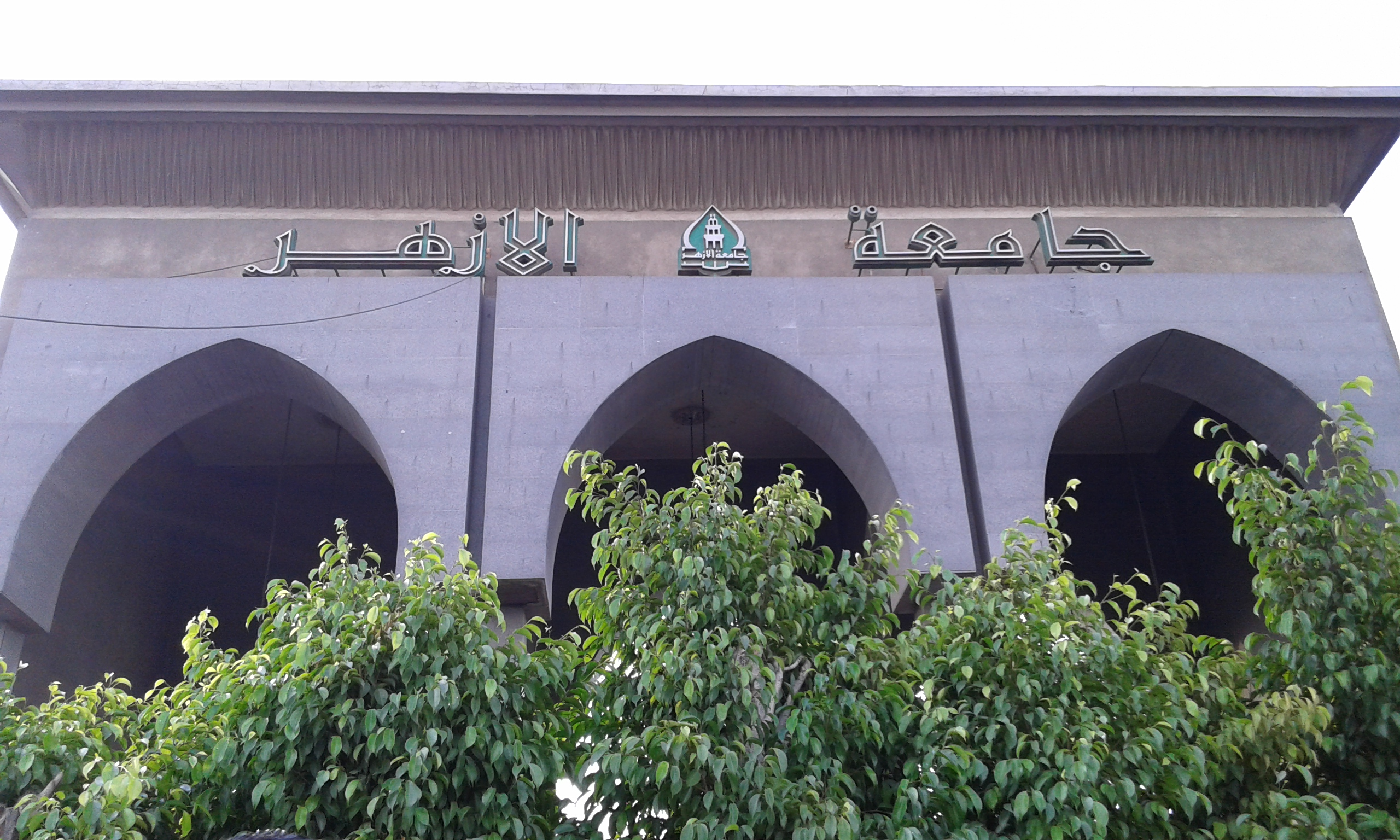
جامعة الأزهر.

هي جامعة مصرية، تُعتبر ثالث أقدم جامعة في العالم بعد جامعتي الزيتونة والقرويين، تتبع للأزهر الشريف، ومقرها الرئيسي بالعاصمة المصرية القاهرة، أنشأت سنة 970، ويسجل التاريخ أن (الأزهر) أنشئ في أول عهد الدولة الفاطمية بمصر جامعًا باسم (جامع القاهرة، الذي سمى الأزهر فيما بعد) حيث أرسى حجر أساسه في الرابع والعشرين من جمادى الأولى 359هـ/970م، وصلى فيه الخليفة المعز لدين الله الفاطمي ثاني خلفاء الدولة الفاطمية صلاة الجمعة الأولى من شهر رمضان سنة 361هـ/972م، إيذانا باعتماده الجامع الرسمي للدولة الجديدة، ومقرا لنشر الدين والعلم في حلقات الدروس التي انتظمت فيه، وبدأها القاضي أبو حنيفة بن محمد القيرواني قاضي الخليفة المعزلدين الله، وتولى التدريس أبناء هذا القاضى من بعده وغيرهم، إلى جانب دراسة علوم أخرى في الدين واللغة والقراءات والمنطق والفلك. حسب التصنيف العالمي من موقع ويبو ماتريكس لجامعات العالم فان جامعة الأزهر حلت في المركز 36في أفريقيا و2315 عالمياً بين الجامعات والدراسة فيها قاصرة على المسلمين فقط.

### قطاع المعاهد الأزهرية

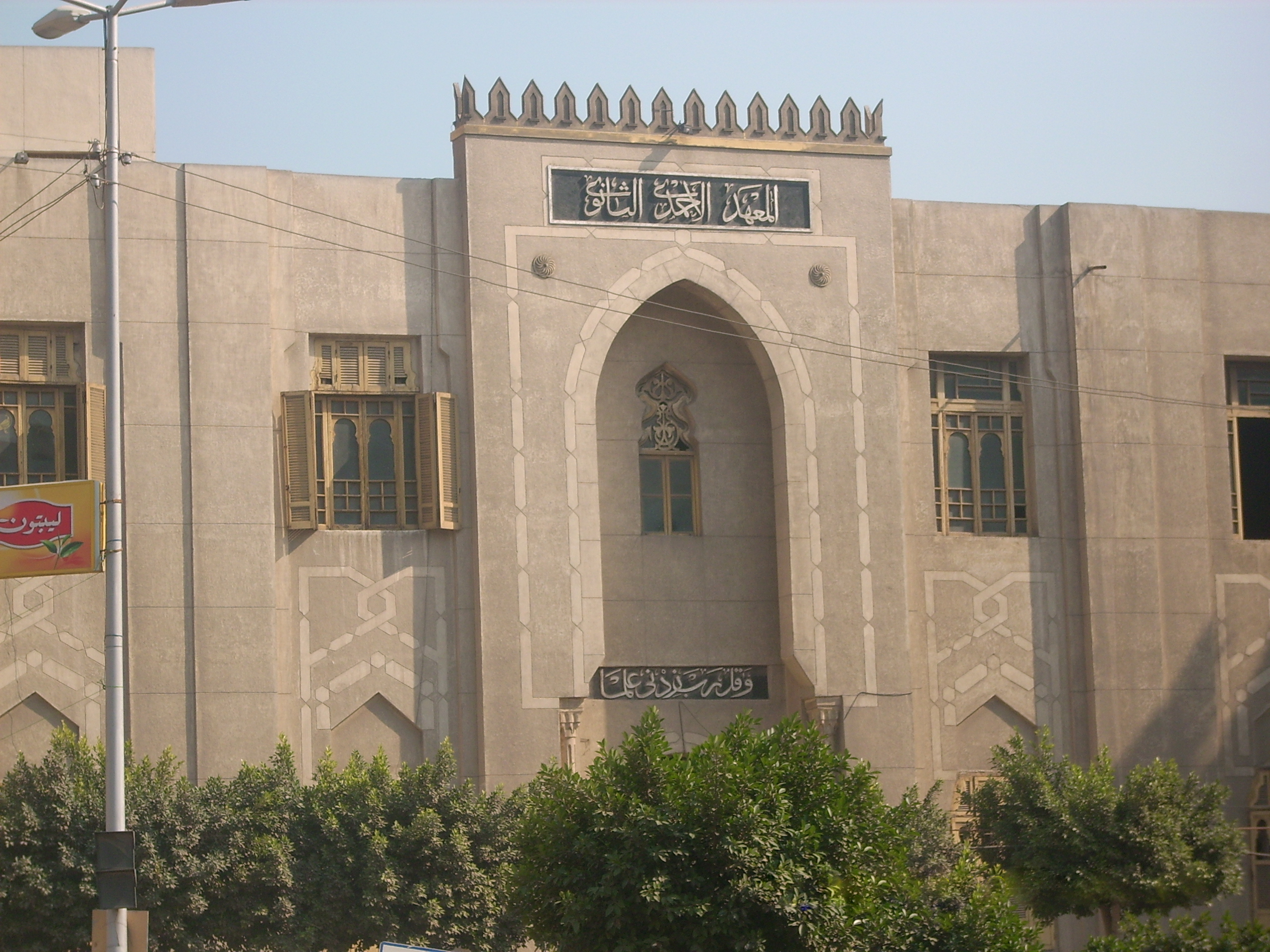
المعهد الأزهري الأحمدي

هو أحد قطاعات الأزهر أنشأ طبقًا لقانون رقم 103 لسنة 1961، عبارة عن مجموعة مدارس تشمل جميع مراحل التعليم قبل الجامعي (رياض أطفال، ابتدائي، إعدادي، وثانوي)، تمثل البوابة الوحيدة للالتحاق جامعة الأزهر وفروعها، ويدرس فيها مناهج وزارة التربية والتعليم المصرية إضافة لعلوم الدين الإسلامي وهي المواد الشرعية، وللمعاهد مبان مستقلة أو ملحقة بالمساجد في نمط معماري يختلف عن المدارس الحكومية، حيث يُراعى النموذج المعماري الإسلامي التراثي، ويبلغ عدد المعاهد الأزهرية في العام الدراسي 2018 أكثر من عشرة الآف معهد في مختلف أنحاء مصر.

### قطاع مدن البعوث الإسلامية

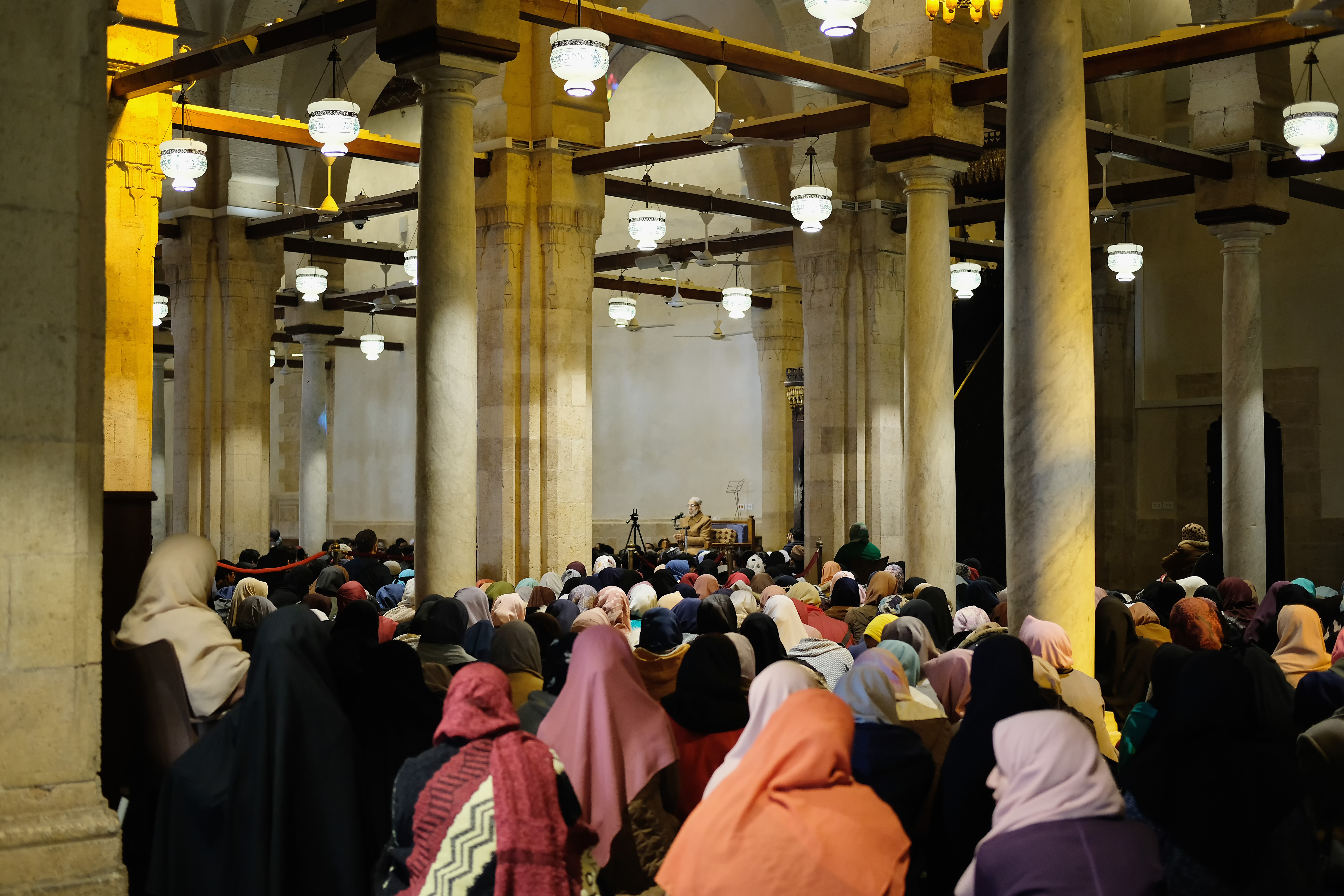
الجامع الأزهر من الداخل.

هي عبارة عن مجمعات سكنية لإقامة وإعاشة الطلاب الوافدين للدراسة بالأزهر. مع تزايد عدد الطلاب الوافدين، ضاقت بهم أروقة الأزهر، الأمر الذي جعل إقامة مدينة للبعوث الإسلامية تخصص لإقامة وإعاشة الطلاب الوافدين للدراسة بالأزهر أمراً ضرورياً، لذلك سارعت الدولة بإقامة مدينة البعوث الإسلامية بالقاهرة وأخرى بالإسكندرية، لتوفير المسكن والمأكل للطلاب الوافدين المقيمين بها، وتوفير الرعاية المعيشية والاجتماعية والثقافية والرياضية والطبية لهم. ويقيم بمدينتي البعوث بالقاهرة والإسكندرية أكثر من ثلاثة آلاف طالب وطالبة، ويجرى الآن إنشاء مدينة ثالثة للبعوث بمحافظة قنا لزيادة أعداد أبنائنا الطلاب الوافدين المستفيدين من أنواع الرعاية المشار إليها، فضلاً عن إعادة بناء بعض العمارات بمدينة البعوث بالقاهرة، لزيادة سعتها، وبناء عمارات إضافية بها.

### مكتبة الأزهر
هي مكتبة عامة تابعة للأزهر الشريف أنشأت عام 1314هـ / 1897 بتوجيه من الشيخ محمد عبده، وكان شيخ الأزهر حينها حسونة النواوي. تألفت نواتها الأولى من مجموعات الكتب المحفوظة بأروقة الجامع، ومكتبات بعض المساجد الأخرى. وكان عدد الكتب التي بدأت بها المكتبة يقدر بنحو 7703 كتاب، منها 6617 كتابا بطريق الإهداء و 1086 كتابا بطريق الشراء.

### مرصد الأزهر لمكافحة التطرف

شعار مرصد الأزهر لمكافحة التطرف.

افتتح شيخ الأزهر أحمد الطيب مرصد الأزهر باللغات الأجنبية في الثالث من شهر يونيو 2015 ليكون أحد أهم الدعائم الحديثة لمؤسسة الأزهر وقد وصفه بأنه عين الأزهر الناظرة على العالم، لا سيما وأنه يعمل بثمان لغات أجنبية حية (الإنجليزية، الفرنسية، الألمانية، الإسبانية، الأوردية، الفارسية، اللغات الإفريقية، الصينية)، يقوم من خلالها بقراءة وتتبع ما يتم نشره بهذه اللغات عن الإسلام والمسلمين مع التركيز على ما ينشره المتطرفون من أفكار ومفاهيم مغلوطة. وذلك متابعة منه لما يحدث في العالم من مستجدات وقضايا، ويعمل على رصدها ومتابعتها وتحليلها أولاً بأول والرد عليها بموضوعية وحيادية لنشر الفهم الصحيح لتعاليم الإسلام ووسطيته ومن ثم مجابهة الفكر المنحرف والمتطرف وتفكيكه لتحصين الشباب من مختلف الأعمار من الوقوع فريسة في براثنه.
يتكون المرصد من مجموعات من الشباب والباحثين الذين يجيدون العديد من اللغات الأجنبية إجادة تامة، ويتابعون كل ما ينشر عن الإسلام والمسلمين في العالم على مواقع الإنترنت وصفحات التواصل الاجتماعي ومراكز الدرسات والأبحاث المعنية بالتطرف والإرهاب ودراسة أحوال المسلمين والقنوات التليفزيونية وإصدارات الصحف والمجلات باللغة العربية وثمان لغات أجنبية حية، ويردون عليها من خلال لجان متخصصة.

### أكاديمية الأزهر العالمية لتدريب الأئمة والوعاظ وباحثي الفتوى
هي أكاديمية مصرية تتبع مجمع البحوث الإسلامية بالأزهر الشريف، أنشأت بقرار الإمام الأكبر أحمد الطيب شيخ الأزهر في 7 أكتوبر 2018، واُفتتحت رسميًا في 16 يناير 2019، تهدف الأكاديمية إلى تأهيل وتدريب العاملين في مجالات الوعظ، والإمامة والخطابة، والدعوة، وأمانة الفتوى، من خريجى الكليات الشرعية والعربية بجامعة الأزهر، بالتعاون والتنسيق مع وزارة الأوقاف ودار الإفتاء المصرية.

### مركز الأزهر العالمي للفتوى الإلكترونية
هو مركز تابع للأزهر الشريف، أنشأ بقرار الإمام الأكبر أحمد الطيب شيخ الأزهر، واُفتتح في نوفمبر 2016، يختص بإصدار الفتوى الشرعية في المسائل الفقهية المختلفة، يضم أربعة إدارات هي إدارة الفتاوى الهاتفية والنصية، إدارة معالجة الظواهر المجتمعية، إدارة التواصل الإلكتروني، وإدارة الدعم الأكاديمي والعلمي.

### جريدة صوت الأزهر
هي جريدة أسبوعية مصرية رسمية تابعة للأزهر الشريف، يرأس تحريرها أحمد الصاوي، أُسست سنة 1999 على يد الكاتب الصحفي جمال بدوي، وذلك في عهد الإمام الأكبر محمد سيد طنطاوي شيخ الأزهر، وصدر العدد الأول من الجريدة في أكتوبر 1999.

### مجلة الأزهر
هي مجلة شهرية جامعة يصدرها مجمع البحوث الإسلامية في مطلع كل شهر عربي، و رئيس تحريرها هو نظير محمد عياد الأمين العام لمجمع البحوث الإسلامية وصدر العدد الأول في شهر المحرم عام 1349هـ الموافق 1931 حمل العدد الأول اسم (نور الإسلام).

## شيخ الأزهر
شيخ الأزهر يُسمى كذلك «الإمام الأكبر» هو أعلى منصب في الأزهر وقد كان النظام المتبع أن ينتخب من بين كبار العلماء، وقد أنشئ منصب شيخ الجامع الأزهر في عهد الحكم العثماني ليتولى رئاسة علمائه، ويشرف على شؤونه الإدارية، ويحافظ على الأمن والنظام بالأزهر.
وشيوخ الأزهر بالترتيب الزمني هم:
| - محمد بن عبد الله الخرشي (1090 هـ - 1101 هـ) - إبراهيم البرماوي (1101 هـ - 1106 هـ) - محمد النشرتي (1106 هـ - 1120 هـ) - عبد الباقي القليني (1120 هـ - هـ) - محمد شنن (هـ - هـ) - إبراهيم بن موسى الفيومي (1133هـ - 1137 هـ) - عبد الله الشبراوي (1137 هـ - 1171 هـ) - محمد بن سالم الحفني (1171 هـ - 1181 هـ) - عبد الرؤوف السجيني (1181 هـ - 1182 هـ) - أحمد الدمنهوري (1182 هـ - 1190 هـ) | - أحمد بن موسى العروسى (1192 هـ - 1208 هـ) - عبد الله الشرقاوي (1208هـ - 1227 هـ) - محمد الشنواني (1227 هـ - 1233 هـ) - محمد بن أحمد العروسي (1233 هـ - 1245 هـ) - أحمد بن علي الدمهوجي (1245 هـ - 1246 هـ) - حسن العطار (1246 هـ - 1250 هـ) - حسن القويسني (1250 هـ - 1254 هـ) - أحمد بن عبد الجواد السفطي (1254 هـ -1263 هـ) - إبراهيم الباجوري (1263 هـ - 1277 هـ) - مصطفى العروسي (1281 هـ - 1287 هـ) | - المهدي العباسي (1287 هـ - 1299 هـ) - شمس الدين الإنبابي (1299 هـ - 1313 هـ) - حسونة النواوي (1313 هـ - 1317 هـ) - عبد الرحمن القطب النواوي (1317 هـ - 1317 هـ) - سليم البشري (1317 هـ - 1320 هـ) - علي بن محمد الببلاوي (1320 هـ - 1323 هـ) - عبد الرحمن الشربيني (1323 هـ - 1327 هـ) - حسونة النواوي (1327 هـ - 1327 هـ) - سليم البشري (1327 هـ - 1335 هـ) - محمد أبو الفضل الجيزاوي (1325 هـ - 1348 هـ) | - محمد مصطفى المراغي (1348 هـ - 1350 هـ) - محمد الأحمدي الظواهري (1350 هـ - 1354 هـ) - محمد مصطفى المراغي (1354 هـ - 1364 هـ) - مصطفى عبد الرازق (1364 هـ - 1366 هـ) - محمد مأمون الشناوي (1366 هـ - 1369 هـ) - عبد المجيد سليم (1369 هـ - 1370 هـ) - إبراهيم حمروش (1370 هـ - 1371 هـ) - عبد المجيد سليم (1371 - 1371 هـ) - محمد الخضر حسين (1371 هـ - 1373 هـ) - عبد الرحمن تاج (1373 هـ - 1377 هـ) | - محمود شلتوت (1377 هـ - 1383 هـ) - حسن مأمون (1383 هـ - 1389 هـ) - محمد الفحام (1389 هـ - 1393 هـ) - عبد الحليم محمود (1393 هـ - 1398 هـ) - محمد عبد الرحمن بيصار (1398 هـ - 1402 هـ) - جاد الحق علي جاد الحق (1402 هـ - 1417 هـ) - محمد سيد طنطاوي (1417 هـ - 1431 هـ) - أحمد الطيب (1431 هـ - حتى الآن) |

## وكيل الأزهر
- محمد عبد الرحمن الضويني (2020 - الآن).[66]
- صالح عباس (2018 - 2020).
- عباس شومان (2013 - 2018).[67]
- محمد عبد العزيز واصل (2009 - 2013).[68]
- عبد الفتاح على علام (2007 - 2009).[69]
- عمر الديب محمد (2005 - 2007).[70]
- محمود إمبابى قناوي (2003 - 2005).[71]
- محمود عاشور (2000 - 2003).[72]
- فوزى فاضل الزفزاف (1997 - 2000).[73]
- أحمد السيد عطا (1992 - 1997).[74]
- حامد عبد الحميد عبد الله (1991 - 1992).[75]
- متولي يوسف حسن (1986 - 1991).[76]

## أيديولوجية دينية

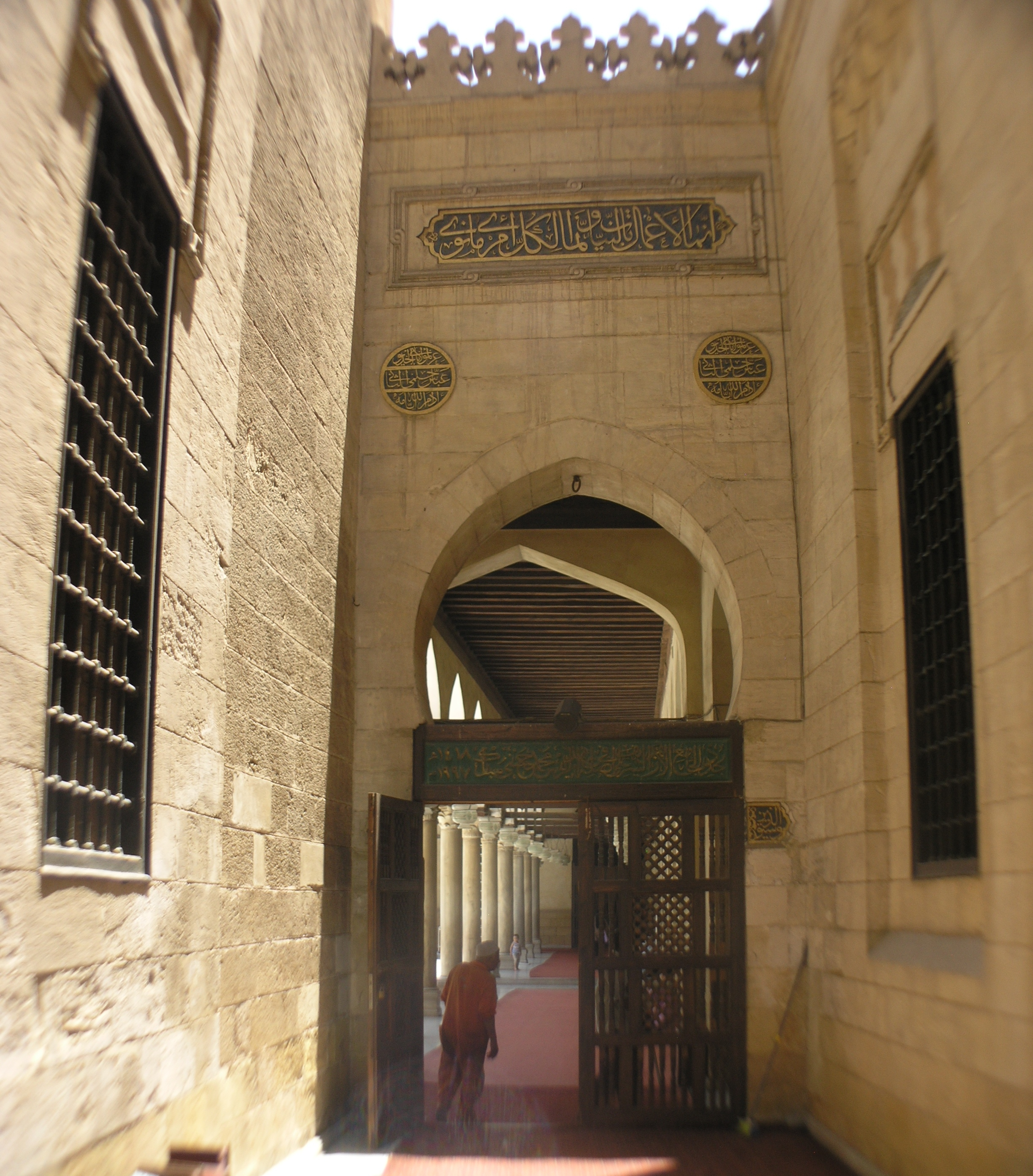
بوابة

تاريخياً، كان للأزهر عضوية تمثل آراءً متنوعةً داخل الإسلام. وقد تم تمثيل كل من المدارس اللاهوتية أشاعرة والماتريدية. لديها تقليد طويل في تدريس جميع المذاهب الأربعة للفقه الإسلامي السني (الحنفي، المالكي، الشافعي، والحنبلي). وكان المفتي الرئيسي لكل مدرسة فكرية بمثابة العميد المسؤول عن المعلمين والطلاب في تلك المجموعة. خلال فترة العثمانيين، جاء العميد الحنفي لشغل منصب رئيس الوزراء. كما أن لديها عضوية من الطرق الصوفية السبعة الرئيسية. كانت للأزهر علاقة عداء مع الوهابية. وفقًا لتقرير عام 2011 الصادر عن مؤسسة كارنيغي للسلام الدولي، فإن الأزهر يتميز بطابع صوفي قوي:
لطالما كان الالتزام بالطريقة الصوفية معيارًا لكل من الأساتذة والطلاب في نظام جامع الأزهر والجامعة. على الرغم من أن الأزهر ليس موحدًا، إلا أن هويته مرتبطة ارتباطًا وثيقًا بالصوفية. شيخ الأزهر الحالي، أحمد الطيب، هو شيخ صوفي وراثي من صعيد مصر، أعرب مؤخرًا عن دعمه لتشكيل رابطة الصوفية العالمية. المفتي العام السابق لمصر وكبير علماء الأزهر علي جمعة هو أيضًا معلم صوفي يحظى باحترام كبير.
ومع ذلك، في أوائل القرن العشرين، قاد المفكرون الحداثيون المستنيرون مثل محمد عبده إصلاحًا للمناهج الدراسية، وأعادوا الرغبة في الإصلاح القانوني من خلال الاجتهاد. في وقت لاحق، كانت الخلافات بين المثقفين الحداثيين والتقليديين داخل الأزهر. يحتفظ الأزهر الآن بموقف حديث، يدعو إلى «الوسطية»، وهي رد فعل ضد النص المتطرف للعديد من العقائديين الوهابيين السلفيين. يغطي الوسطية مجموعة من المفكرين، بعضهم من المثقفين الليبراليين ذوي الميول الدينية، وخطباء مثل يوسف القرضاوي والعديد من أعضاء جماعة الإخوان المسلمين منذ انقلاب 2013، لكن الأزهر اتخذ موقفًا مناهضًا للإخوان.
المفتي التاسع عشر والحالي لمصر والباحث الأزهر هو شوقي إبراهيم عبد الكريم علام. تعارض الجامعة الإصلاح الليبرالي العلني للإسلام وأصدرت فتوى ضد مسجد ابن رشد غوته الليبرالي في برلين لأنها حظرت الحجاب الذي يغطي الوجه مثل البرقع والنقاب في مقرها بينما سمحت للنساء والرجال بالصلاة معًا. شملت الفتوى جميع المساجد الليبرالية الحالية والمستقبلية.

## الآراء

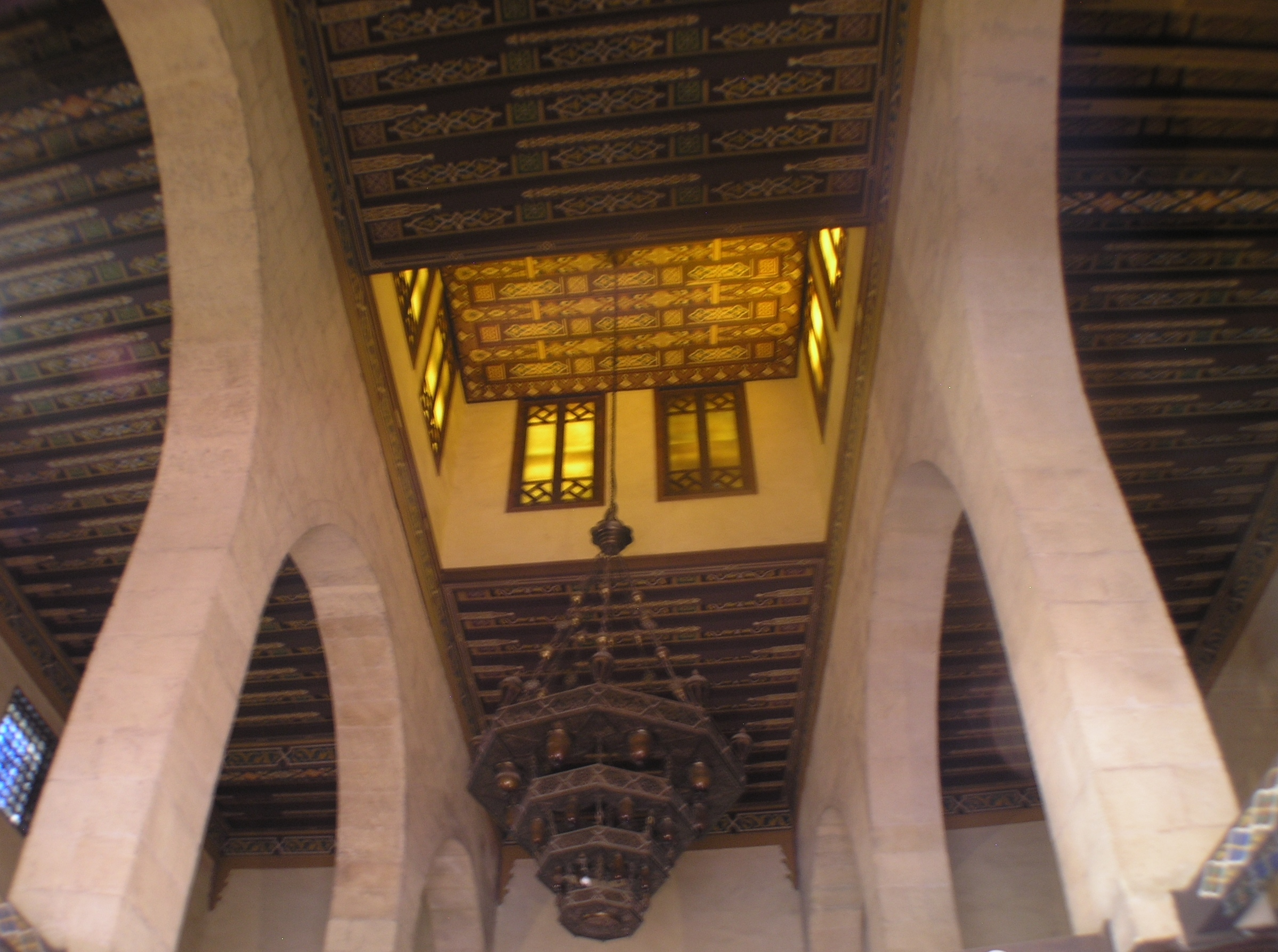
ثريا تزين سقف المصلى المشغول بالخشب.

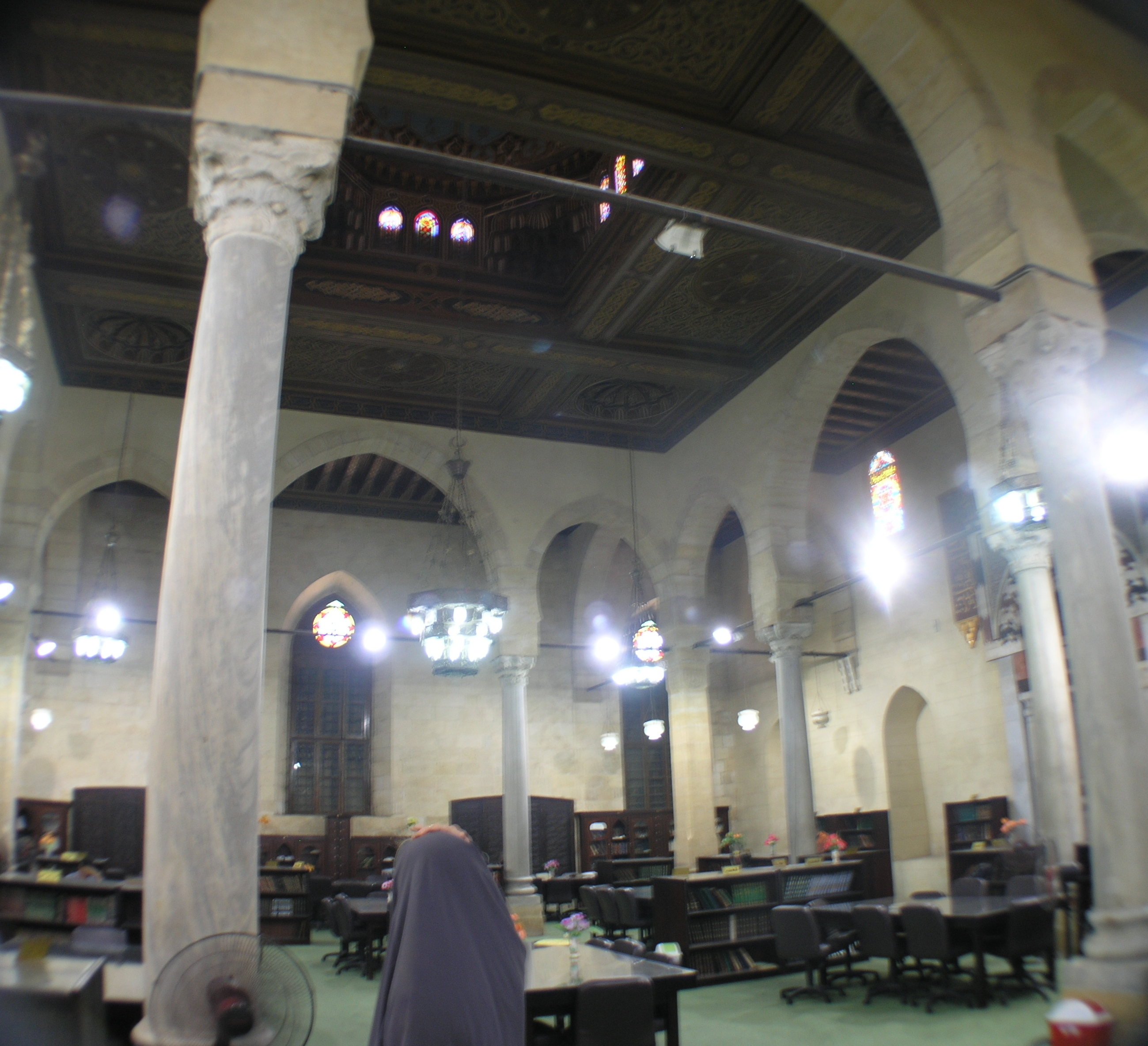
قاعة دراسة

مفتتو الأزهر لهم تاريخ حافل في استشارتهم في القضايا السياسية. عيّن محمد علي باشا مفتي الأزهر في مجلس الشورى عام 1829، وكرر هذا الأمر من قبل عباس الأول ولاحقًا إسماعيل باشا. وفي الوقت نفسه، كانت هناك حالات كثيرة يتجاهل فيها الحاكم المصري رأي علماء الأزهر.
وأشار الشيخ محمد سيد طنطاوي إلى أن من أولويات المسلمين «إتقان كل علم في الدنيا والآخرة، وليس أقلها تكنولوجيا الأسلحة الحديثة لتقوية المجتمع والإيمان والدفاع عنه». وأضاف أن «التمكن من الأسلحة الحديثة مهم للاستعداد لأي احتمالية أو تحيزات للآخرين، رغم أن الإسلام دين سلام».
كما أكد الشيخ طنطاوي أن دينه هو أفضل دين يجب اتباعه وأن على المسلمين واجب الدعوة الفعالة. لقد أدلى بتصريحات عن تفاعل المسلمين مع غير المسلمين الذين لا يشكلون خطرا على المسلمين. هناك غير المسلمين يعيشون بمعزل عن المسلمين وليسوا أعداء للإسلام ("يسمح للمسلمين بتبادل المصالح مع هؤلاء غير المسلمين طالما أن هذه الروابط لا تشوه صورة العقيدة")، وهناك "غير المسلمين الذين يعيشون في نفس بلد المسلمين في تعاون وودية، وليسوا أعداء للدين" ("في هذه الحالة، فإن حقوقهم ومسؤولياتهم هي نفس حقوق المسلمين وواجباتهم طالما أنهم يفعلون ذلك". لا يصبحون أعداء للإسلام "). يُقبل الفقه الشيعي (بحسب فتوى الأزهر)  باعتباره المدرسة الخامسة للفكر الإسلامي.
في أكتوبر / تشرين الأول 2007، وجه محمد سيد طنطاوي، الإمام الأكبر للأزهر آنذاك، مزاعم بتضييق الخناق على حرية التعبير عندما طلب من الحكومة المصرية تشديد قواعدها وعقوباتها ضد الصحفيين. خلال خطبة الجمعة بحضور رئيس الوزراء المصري أحمد نظيف وعدد من الوزراء، زُعم أن طنطاوي صرح بأن الصحافة التي تساهم في نشر إشاعات كاذبة بدلاً من الأخبار الحقيقية تستحق المقاطعة، وأن ذلك يعادل آثم للقراء لشراء مثل هذه الصحف. كما دعا طنطاوي، أحد أنصار الرئيس المصري آنذاك حسني مبارك، إلى معاقبة «أولئك الذين ينشرون الشائعات» بالجلد ثمانين جلدة في لائحة اتهام للصحفيين حول اعتلال صحة مبارك واحتمال وفاته. لم تكن هذه هي المرة الأولى التي ينتقد فيها الصحافة المصرية بشأن تغطيتها الإخبارية ولا المرة الأولى التي تتهمه فيها الصحافة بمعارضة حرية التعبير. وأثناء احتفال ديني في نفس الشهر، أصدر طنطاوي تصريحات تشير إلى «المتغطرسين والمدعين الذين يتهمون الآخرين بأبشع الرذيلة وتهم لا أساس لها». ورداً على ذلك، أصدرت نقابة الصحفيين المصرية بياناً أشار إلى تورط طنطاوي على ما يبدو في التحريض وتصعيد الحملة ضد الصحفيين وحرية الصحافة. توفي طنطاوي عام 2010 وخلفه أحمد محمد الطيب.
في عام 2016، أعاد أحمد الطيب إصدار الفتوى الخاصة بالمسلمين الشيعة، واصفًا الشيعة بأنهم المذهب الخامس للإسلام ولا يرى أي مشكلة في التحول من الإسلام السني إلى الشيعة. ومع ذلك، ذكرت المنظمات غير الحكومية أن العنف والدعاية ضد الأقلية الشيعية في البلاد مستمرة. كثيرًا ما يُحرم المسلمون الشيعة من الخدمات بالإضافة إلى تسميتهم بأسماء مهينة. تنتشر المشاعر المعادية للشيعة من خلال التعليم على جميع المستويات. يقوم رجال الدين الذين تلقوا تعليمهم في جامعة الأزهر بالترويج علناً للمعتقدات الطائفية من خلال دعوة المسلمين الشيعة بالكفار وتشجيع عزل وتهميش المسلمين الشيعة في مصر.
أعلن علماء الأزهر أن الكتابات لفرج فودة كفر فودة. أعلن محمد الغزالي، عضو الأزهر، أن فودة مذنب بالردة. وفقًا لجنيف عبده، أضاف محمد الغزالي أيضًا أن أي شخص يقتل مرتدًا لن يُعاقب، بينما وفقًا لما قاله ناثان براون، توقف محمد الغزالي عن قبول اغتيال فورودا. اغتيل فودة في يونيو 1992،  قبل جماعة إرهابية مصرية، الجماعة الإسلامية، التي زعمت التبرير من فتاوى الأزهر. وردًا على ذلك نشر أحد علماء الأزهر كتاب «رجل قتلة فرج فودة».

## معرض الصور

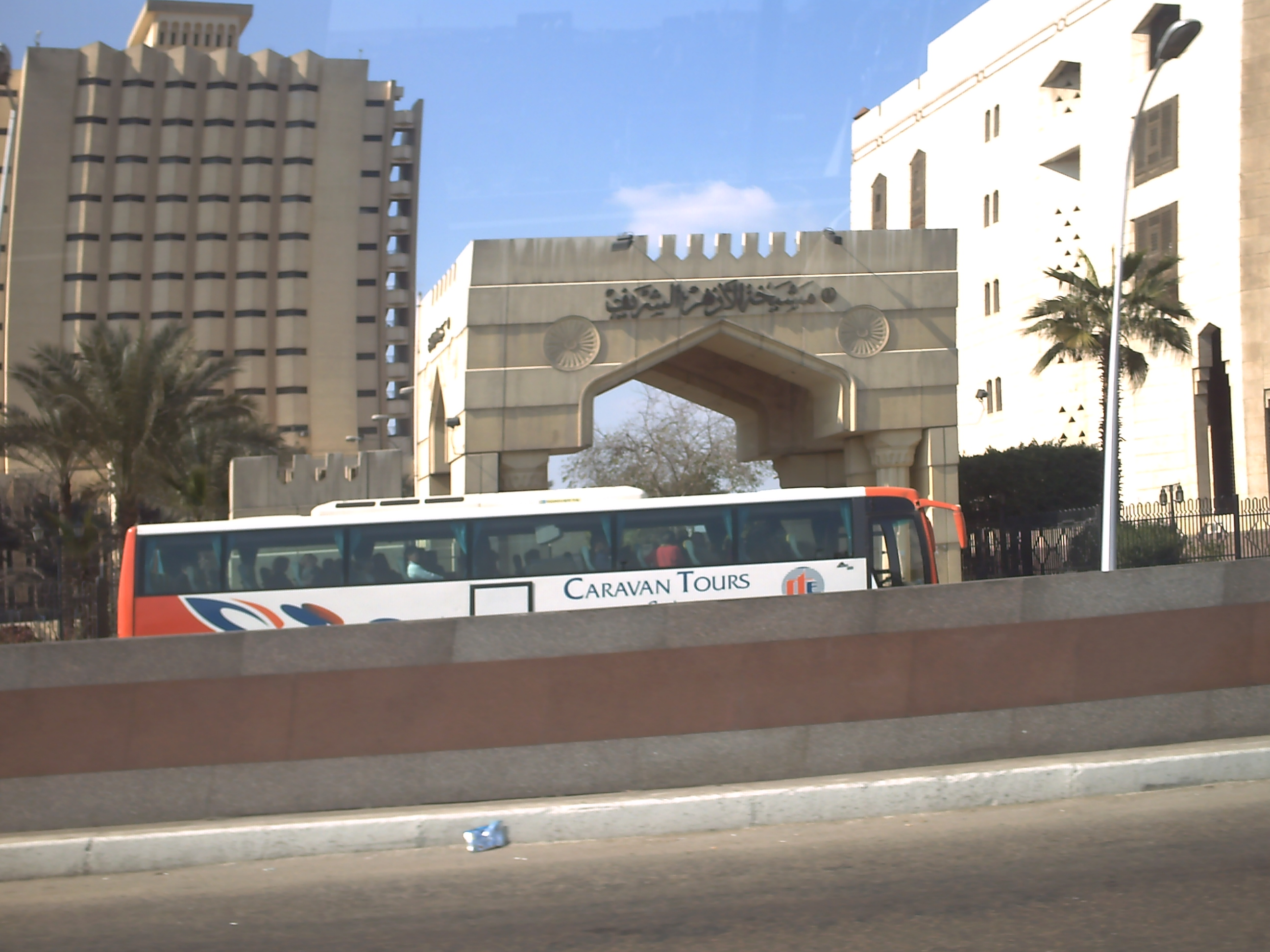
بوابة مشيخة الأزهر عبر شارع الأزهر.
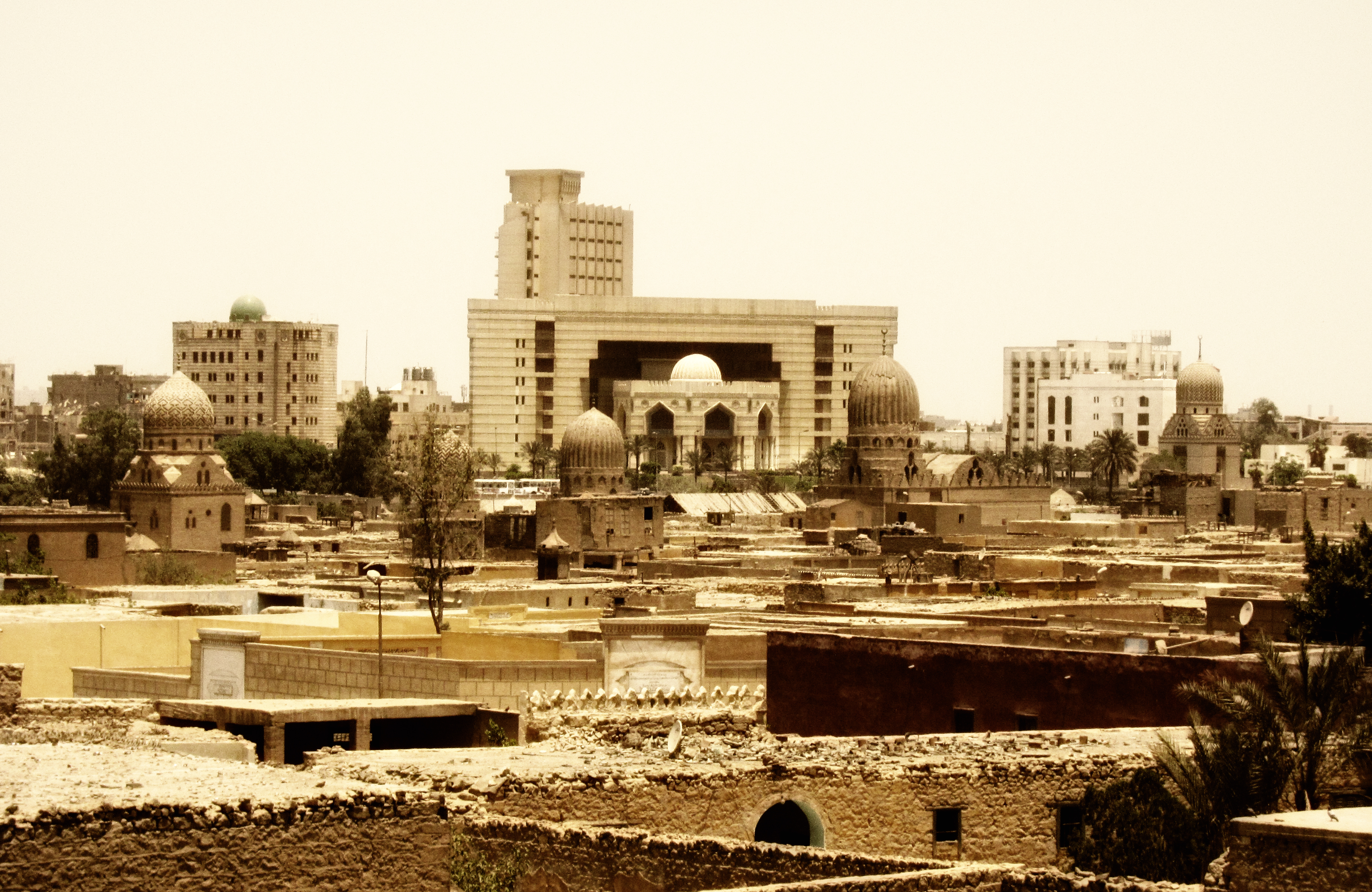
مشيخة الأزهر كما تبدو من قرافة الفسطاط.

## وصلات خارجية
- الموقع الرسمي للأزهر الشريف.
- الصفحة الرسمية للأزهر الشريف على موقع فيس بوك.